# Angela Knight
Angela Knight ist eine USA-Today-Bestseller-Autorin und schreibt bevorzugt erotische Fantasy-Geschichten.

## Biographie
Ihr erstes Buch schrieb und illustrierte sie mit neuen Jahren. Ein paar Jahre später las sie Der Wolf und die Taube von Kathleen E. Woodiwiss, dieses Buch prägte ihre Lesegewohnheiten. Sie arbeitete zehn Jahre als Reporterin und Comic-Autorin. 1996 veröffentlichte sie ihre erste Geschichte in der amerikanischen Buchreihe Secrets. Nachdem sie mehrere Geschichten veröffentlicht hatte, wurde sie von Cindy Hwang, einem Herausgeber bei Berkley, um ein Buch gebeten. Heute steht sie auf der USA Today-Bestsellerliste und schreibt für Berkley, Red Sage, Changeling Press, Loose Id und Ellora’s Cave. Mehrere ihrer Geschichten gewannen Preise der Pressevereinigung South Carolina Press Association. Sie ist Mitglied der Schriftstellervereinigung Romance Writers of America.
Sie lebt heute mit ihrem Ehemann Michael, einem Polizisten, in South Carolina. Sie hat einen erwachsenen Sohn, Anthony.

## Bibliographie

### Mageverse-Serie
Die Serie vereint Elemente aus der Artus-Sage, Vampir-Legenden und Hexen. Nach Angela Knight besuchten vor tausenden Jahren ein paar Außerirdische die Erde und wählten besonders geeignete Menschen aus, um die Entwicklung der Menschheit zu fördern. Die Männer wurden zu Vampiren und die Frauen zu Hexen gemacht, welche in einer Art Symbiose zusammenleben. Die Hexen produzieren zu viel Blut, welches die Vampire trinken. Versteckt von der normalen Welt, leben sie in einer Parallelwelt, dem Mageverse.
- Hot Blooded (enthält Seduction’s Gift)
- Bite (enthält Galahad)
- Master of the Night
- Master of the Moon
- Master of Wolves
- Master of Swords
- Master of Dragons
- Over the Moon (enthält Moon Dance)

### Vampire
- Secrets 3 – Blood and Kisses
- Secrets 6 – A Candidate for the Kiss
- Secrets 7 – Kissing the Hunter
- The Forever Kiss
- The Vampire’s Christmas
- Secrets 14 – Soul Kisses
- All Wrapped Up – Bloodservice

### Futuristic
- Secrets 2 – Roarke's Prisoner
- Jane’s Warlord
- Captive Dreams – Bound by the Dream
- Kick Ass – Warfem
- Merenaries

### Fantasy
- Secrets 11 – Wake me
- Dark One (E-Book unter dem Pseudonym Victoria Michaels)
- Ellora’s Cavemen: Tale of the Temple II – Taming Jack
- Stranded (E-Book unter dem Pseudonym Victoria Michaels)
- Hard Candy – Hero Sandwich